# Jilib
Jilib este un oraș în Somalia.